# Workiva
 (juillet 2020).
 (juin 2019).
Workiva est une société de logiciels basée à Ames, dans l'Iowa. Fondé en 2008 sous le nom de WebFilings, son principal produit est Wdesk, une plate-forme logicielle de gestion des audits basée sur le cloud qui permet aux entreprises de créer et de déposer des rapports et des documents financiers et de conformité auprès de la SEC[Quoi ?] et d'autres autorités de réglementation fédérales et nationales. La plate-forme Wdesk intègre des informations provenant de formats de contenu disparates, notamment des feuilles de calcul, des documents de présentation, des courriels et d'autres données non structurées, dans un seul rapport basé sur un nuage, La société emploie environ 1300 personnes et possède des bureaux dans 16 villes aux États-Unis, au Canada et en Europe.

## L'histoire
Workiva Inc. a été créée en août 2008 sous le nom de WebFilings LLC, en Ames, Iowa, par six entrepreneurs, dont quatre ingénieurs et deux comptables, qui occupaient auparavant le poste de directeurs financiers des sociétés ouvertes. En juillet 2014, le nom de la société a été changé pour Workiva LLC et converti en société à responsabilité limitée du Delaware en septembre 2014. Cinq des fondateurs avaient précédemment occupé des postes de direction chez Engineering Animation Inc. (EAI), une société d'animation 3D, également basée à Ames. EAI a été acquise en 2000 par EDS / UGS PLM et est maintenant une division de Siemens, la multinationale allemande de la technologie.
WebFilings a changé son nom pour devenir Workiva en juin 2014 et est devenue publique en décembre 2014 (NYSE: WK).
Les clients de la société comprennent Amgen, Colgate Palmolive, Chevron et Google. La société a été reconnue comme un innovateur dans son domaine. Une analyse effectuée par Gartner Magic Quadrant en mai 2016 sur les dix principaux éditeurs de logiciels de gestion de la performance des entreprises financières, classait Workiva dans le quadrant « Leader », avec trois autres: SAP SE, Oracle et BlackLine. Dans le sondage Technology Fast 500 mené en 2015 par Deloitte auprès des entreprises de technologie à la croissance la plus rapide en Amérique, Workiva se classait au cinquantième rang des sociétés de logiciels. En février 2017, il a remporté le BIG Innovation Award du Business Intelligence Group.

## Applications
Le premier produit SaaS de Workiva était un logiciel de reporting SEC conçu pour permettre aux entreprises d'automatiser leurs dépôts auprès de la SEC en utilisant un système propriétaire de balises de document et de liens. La plate-forme a également permis aux entreprises de transmettre leurs données directement par voie électronique à la SEC, en utilisant le langage de balisage XBRL (Extensible Business Reporting Language), requis par la SEC. Un client de Workiva a été la première entreprise à déposer Inline XBRL auprès de la SEC.

## Opérations
La société a son siège à Ames, dans l’Iowa et des bureaux à Denver, au Colorado; Missoula et Bozeman, MT; Chicago, IL; Columbus, GA; Dallas, TX; Miami, Floride; New York, NY; Scottsdale, AZ; Seattle, WA; et des bureaux internationaux à Saskatoon, en Saskatchewan, à Sault Ste. Marie, Ontario, Londres, Royaume-Uni, Amsterdam, Pays-Bas, Paris, France, et Francfort-sur-le-Main, DE,.

## Accomplissements
Workiva a été sélectionnée comme l'une des meilleures applications SaaS au monde lors des APPEALIE SaaS Awards 2018. En 2016, le magazine FORTUNE a reconnu Workiva parmi les 25 entreprises de cloud computing les plus réputées pour lesquelles travailler. Un sondage auprès des employés mené par Great Place to Work et Fortune en 2016, Workiva a obtenu un taux d'approbation global de 97 % et 96 % ont classé l'entreprise comme un "excellent" lieu de travail. Workiva figure au 4e rang des 10 meilleurs lieux de travail technologiques de premier plan du magazine Fortune en 2016.